# Uomo di Chancelade
L'Uomo di Chancelade  è il fossile di uno scheletro di un ominide della specie Homo sapiens scoperto a Chancelade in Francia nel 1888 .

## Ritrovamento
Lo scheletro fu trovato nella Grotta di Raymonden a Chancelade, in Francia, sepolto in posizione forzatamente flessa, come fanno oggi i Boscimani ed alcune tribù australiane, ed era accompagnato da oggetti caratteristici della cultura Maddaleniana, datata ad un periodo compreso tra il 17.000-12.000 a.C..

## Il fossile
L'uomo, un Cro-Magnon sebbene inizialmente non fosse stato classificato come tale, aveva un'età compresa tra 55 e 65 anni, e si caratterizzava per:
- una statura assai piccola, 155 cm, e una capacità cranica di 1-530 cm3[4];
- il cranio fortemente dolicocefalo (indice 72) e molto alto (ipsicranico), di forma ellissoide-subrettangolare;
- una fronte larga ed eretta con arcate sopraciliari poco pronunciate;
- una faccia molto grande, alta e larga, risultante leptoprosopa e mesena;
- delle orbite alte, al limite tra cameconchia e mesoconchia (indice 81);
- un mento ben sviluppato e tutte le ossa robuste.

Lo scheletro è esposto al Museo d'arte e d'archeologia del Périgord di Périgueux.